# Léon Brillouin
Léon Nicolas Brillouin, född den 7 augusti 1889 i Sèvres i Seine-et-Oise, död den 4 oktober 1969 i New York, var en fransk-amerikansk fysiker, son till Marcel Louis Brillouin och dotterson till Éleuthère Mascart.
År 1921 avslutade Brillouin sina studier med dissertationen La théorie des solides et les quanta vid universitetet i Paris. Betygskommittén bestod av Paul Langevin, Marie Curie och Jean Perrin. Därefter föreläste han till 1931 om radioteknik vid École supérieure d'électricité. År 1928 blev han professor i fysik vid universitetet i Paris och 1932–1939 vid Collège de France. Efter en kort sejour som direktör vid franska radion begav han sig under andra världskriget till Förenta staterna, där han stannade till sin död. Åren 1946–1949 var han professor vid Harvard University. Efter att ha gått över till näringslivet var han från 1954 adjungerad professor i fysik vid Columbia University. Sedan 1953 var han ledamot av National Academy of Sciences.